# Улус монгольских наместников Ближнего Востока
Улус монгольских наместников Ближнего Востока (1230-1256) был частью Монгольской империи, созданным для управления завоеванными территориями в Иране и соседних регионах. Он был основан в 1230 году ходе успешного завоевания иранских земель монголами, а его развитие продолжалось вплоть до 1256 года, когда произошло становление Ильханата под руководством Хулагу, внука Чингисхана. 
Это государство сыграло ключевую роль в истории исламского мира, являясь важным звеном в монгольской экспансии.

## Предыстория создания
Еще 1221 Государство Хорезмшахов было уничтожено, но территории его были отбросом на другом конце империи, никто не хотел там править. 1229 по приказу Угэдэя, Чормагандолжен были захватить Иран и уничтожить хорезмшахов, 1230 после осады Рей и Тебриза, Чормаган стал Монгольским наместником Ближнего Востока, прочем говоря, тот кто правит далекими землями империи.

## Завоевания начале
1230-1231 годах Чормаган захватил 1230 году ряд городов Рей и Тебриз, также Чормоган разбил хорезмийцев при Ширкебуте, и потом в 1231 году осадил Исфахан, это укрепило Олигархий улус, и началу его после восстановления городов.

## Расцвет

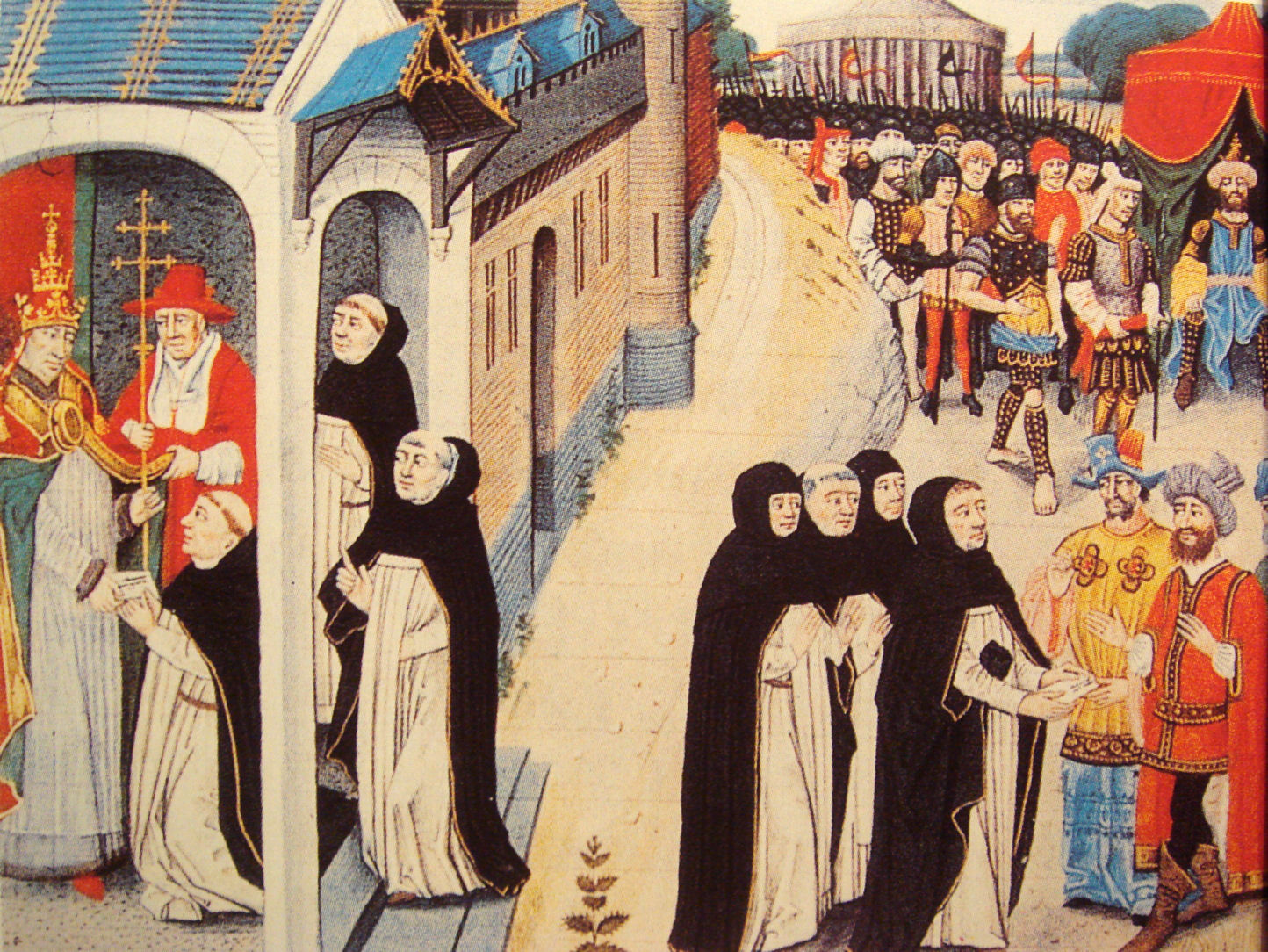
Байджу в правом нижнем углу, в красном одеянии

Правление Чормагана с 1230 по 1241 годы сыграло ключевую роль в укреплении монгольского влияния на Ближнем Востоке, особенно в Иране. Чормаган, будучи опытным военачальником, был послан Угэдэем, великим ханом Монгольской империи, для подавления сопротивления и приведения в покорность местных правителей, сопротивлявшихся монгольскому владычеству.
Организация управления и сбор налогов
Помимо военных успехов, Чормаган сосредоточился на установлении административного контроля. Он активно развивал систему наместничества, при которой местные правители и элита сохраняли свои позиции, но были обязаны платить дань монголам и признавать их власть. Благодаря этому подходу, он смог снизить риск массовых восстаний и наладить систему регулярного сбора налогов, что укрепило позиции монголов в регионе и дало стабильный доход для пополнения имперской казны.
Влияние на торговлю и укрепление монгольской власти
Кроме того, Чормаган сыграл важную роль в восстановлении и поддержании караванных путей и торговли между Востоком и Западом. Контроль над Ираном и прилегающими территориями позволил монголам взять под свой контроль важные торговые маршруты, что не только увеличивало доходы, но и способствовало распространению монгольского влияния. Через эти маршруты в Монгольскую империю поступали товары, культурные идеи и технологии из арабских стран, что содействовало развитию.
Личные качества и военное искусство
Чормаган был известен как жестокий, но справедливый правитель. Он следовал строгой дисциплине и ожидал того же от своих подчиненных. Именно благодаря его непреклонной политике и умению воевать, монгольские войска успешно продвигались вглубь региона, что сделало его имя известным и внушающим страх среди местного населения.
Продолжения экспансии Байджу
Байджу стал правителем региона после того, как в 1241 году Чормаган умер, и его войскам понадобилось новое руководство. Будучи опытным командиром, Байджу быстро проявил себя в качестве эффективного лидера. В 1242 году он захватил важный город Эрзурум, укрепив позиции монголов в Анатолии и обеспечив плацдарм для дальнейших действий против сельджуков. В 1243 году он провел битву при Кёсе-даге против войск султана Кей-Хосрова II из Конийского султаната.
Эта битва стала решающей победой монголов. Байджу применил тактику ложного отступления и внезапной контратаки, разбив султанскую армию, несмотря на численное превосходство противника. После поражения султан был вынужден отправить делегацию для заключения мира, согласившись на ежегодную дань в золоте, шелке и скоте. Кроме того, часть территории султаната была передана монголам под их прямое управление, что закрепило монгольское влияние в регионе.

## Раздел власти
После победой над сельджуками произошло странное, Аргун-ака стал наместником Персии, защет хороших отношений с Дорегене, которая правила момент междуцарствия ходе своего регентства. Но никто не отменял Байджку, и поскок Аргун-Ака был хорош в внутренней политике а Байджу внешней политике, то именно и так поделили власть, и по итогу правели в согласии.

## Совместное правления

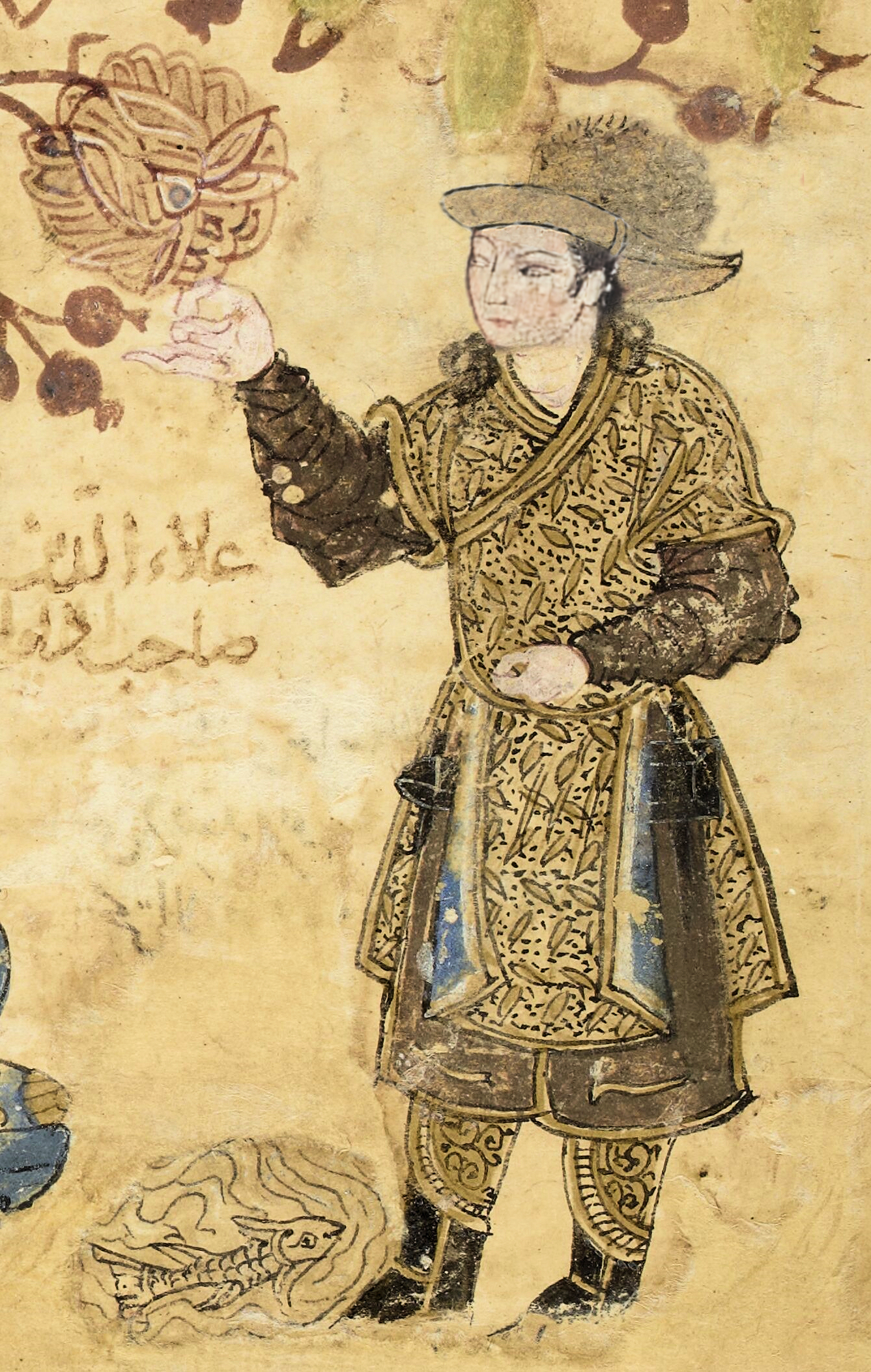
Аргун-ака
Управляя совместно с Байджу, внёс значительный вклад в укрепление монгольского контроля на Ближнем Востоке. Как опытный администратор и экономист, он уделял большое внимание стабилизации финансовой системы и сбору налогов, что было важным для обеспечения стабильных поступлений в монгольскую казну. Аргун-Ака организовал систему налогообложения, которая основывалась на местных методах, что помогло лучше интегрировать завоеванные территории и уменьшить недовольство среди населения. Кроме того, Аргун-Ака поддерживал строительство инфраструктуры, которая позволяла наладить торговлю, особенно караванные маршруты, связывающие Иран с Кавказом и Средней Азией. Он способствовал развитию торговли и ремесел, что привело к экономическому росту региона. Он сменил на посту других чиновников, таких как Коркуз, чье управление вызывало конфликты и противодействие со стороны местных групп. Назначение Аргуна также произошло на фоне изменений в монгольской политике, когда новые чиновники и наместники распределялись по завоеванным территориям, включая Иран и Хорасан, для установления порядка и налоговой системы. Аргун получил поддержку монгольского двора и сумел установить своё правление в этих областях, что позволило ему продвигать реформы, такие как перепись и изменение налогов, которые помогли укрепить монгольское управление на завоёванных территориях.
Байджу
Во время правления Байджу, 1243-1247, имел место важный дипломатический шаг, связанный с посольством, направленным к папе римскому. В 1245 году Байджу отправил посланцев к папе Иннокентию IV с целью установить дипломатические отношения и возможный союз между монголами и католическими странами, в первую очередь против мусульманских государств, в том числе с перспективой крестового похода. Монголы стремились получить поддержку от христианского мира для своих войн на Ближнем Востоке и укрепления власти в регионе.
Папа ответил на это посольство, отправив своего собственного посла, доминиканца Асцелина, в Монгольскую империю. Эта миссия и последующие переговоры стали важной частью установления связей между западным христианским миром и Монголией в XIII веке.

## Переход в Ильханат
После прихода Гуюка на трон, тот отстранил Байджу, и поставил марионетку Эльджигидея, Аргун-Ака ничего не смог сделать, ведь его б казнили, но с приходом Мункэ 1251, Эльджигидея был казнен а полную власть наместника получил Аргун-Ака, который постоянно не было на землях улуса, и за вечных собраний, 1255 по приказу Мункэ, Хулагу должен был захватить, весь ближний восток, и поскольку Мункэ пообещал о создании государства Хулагуидов на территории Персии, Аргун-Ака отказался от наместника в пользу Баскак, (сборщика налогов) следующем году был основан Ильханат.

## См Также
Хулагуиды
Монгольская Империя
Сельджуки
Крестовые походы
Монгольское завоевания Средней Азии
Монгольское нашествия на Русь
БлижнеВосточний поход монголов
1. ↑  J. H. Danton, Michael Prawdin. The Mongol Empire. Its Rise and Legacy // Books Abroad. — 1941. — Т. 15, вып. 2. — С. 225. — ISSN 0006-7431. — doi:10.2307/40100441.
2. ↑  J. J. Saunders. The Turkish rehearsal for the Mongol conquests // The History of the Mongol Conquests. — London: Routledge, 2023-07-07. — С. 16–29. — ISBN 978-1-003-40809-3.
3. ↑  Peter Jackson. The Mongols and the Islamic World. — Yale University Press, 2017-05-23. — ISBN 978-0-300-12533-7, 978-0-300-22728-4.
4. 1 2  The Mongols or Tatar Mongols // Race & History. — Routledge, 2014-02-04. — С. 397–410. — ISBN 978-1-315-82852-7.
5. ↑  David Morgan. The Mongol Empire in World History // Beyond the Legacy of Genghis Khan. — BRILL, 2006-01-01. — С. 425–437. — ISBN 978-90-474-1857-3.